# Alfito
Nella mitologia greca, Alfito (o Alphito, Αλφιτώ o Αλφιτός) era il nome della dea seminatrice del grano bianco

## Il mito
Secondo la teoria di Robert Graves espressa nell'opera La Dea bianca, Alfito avrebbe avuto il potere di curare la lebbra, la malattia mortale, ma anche di provocarla se lo desiderava.
In realtà l'unica fonte conservatasi è Plutarco, che la accomuna ad Accò sotto le spoglie di uno spauracchio per i bambini.

### Interpretazione e realtà storica
Alfitomanzia era una particolare forma di divinazione capace di trarre auspici dalla farina d'orzo, tale capacità derivava direttamente dalla dea.
Le lettere della parola irlandese bethluis-non era conducevano ad un incantesimo di Alfito, il cui nome aveva superato i confini greci.

### Moderna
- Robert Graves, I miti greci, Milano, Longanesi, ISBN 88-304-0923-5.